# Flughafen Puebla

i8
i11
i13
Der Internationale Flughafen von Puebla (spanisch Aeropuerto Internacional de Puebla „Hermanos Serdán“, IATA-Code: PBC, ICAO-Code: MMPB) ist ein internationaler Verkehrsflughafen in Heroica Puebla de Zaragoza, der Hauptstadt des mexikanischen Bundesstaates des gleichen Namens. Er liegt 23 km nordwestlich der Stadt in der Nähe von Huejotzingo.
Der Flughafen Puebla wurde 1984 als Ausweichflughafen von Mexiko-Stadt vorgesehen und nach den Geschwistern María del Carmen, Máximo und Aquiles Serdán „Hermanos Serdán“ benannt. Seit 2005 gehört er zum Hauptstädtischen Flughafensystem, das auch die Flughäfen von Toluca, Cuernavaca und Querétaro mit einschließt. Betrieben wird er vom 2022 gegründeten halbstaatlichen Unternehmen Olmeca-Maya-Mexica. Es werden hauptsächlich Ziele im Inland angeflogen.
Ausbrüche des nur etwa 30 Kilometer entfernt liegenden Popocatépetl führten in der Vergangenheit zu temporären Schließungen des Flughafens.

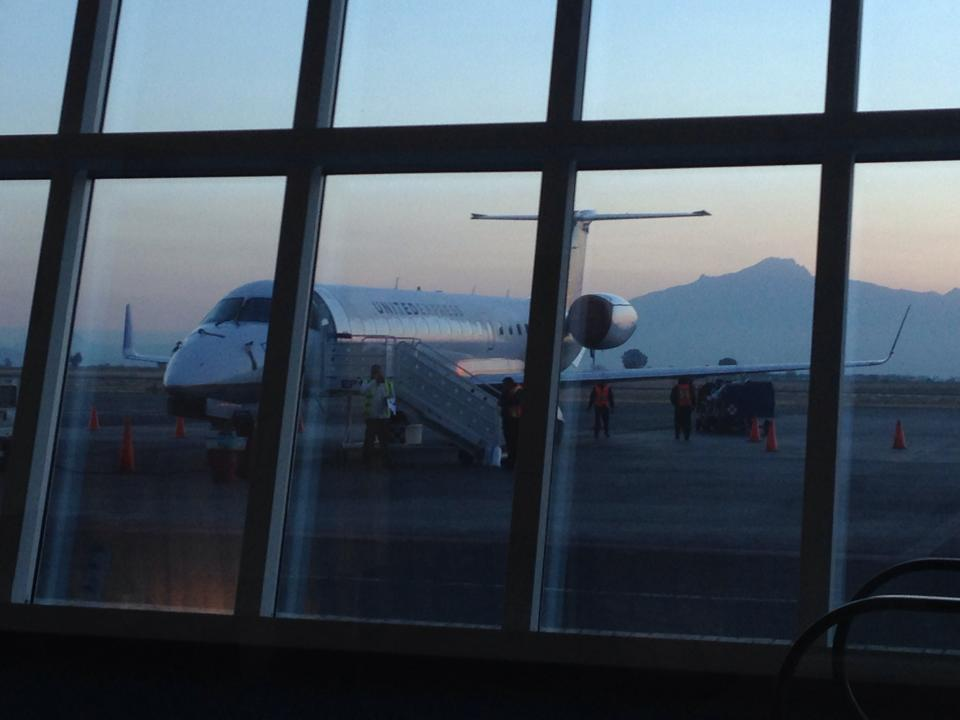
United Express Embraer ERJ 145 und Malinche Berg